# Symphonie no 1 de Mendelssohn
Pour les articles homonymes, voir Symphonie no 1.
 (avril 2009).
Si vous disposez d'ouvrages ou d'articles de référence ou si vous connaissez des sites web de qualité traitant du thème abordé ici, merci de compléter l'article en donnant les références utiles à sa vérifiabilité et en les liant à la section « Notes et références ».
La Symphonie no 1 en ut mineur, op. 11 (MWV N 13), de Felix Mendelssohn fut composée en 1824. Le compositeur n'est alors âgé que de 16 ans. Elle suit les douze symphonies pour cordes et le compositeur lui attribua le no 13, mais c'est la première des cinq symphonies pour grand orchestre.

## Orchestration
Elle est écrite pour orchestre symphonique.
| Instrumentation de la première symphonie                             |
| Cordes                                                               |
| Premiers violons, seconds violons, altos, violoncelles, contrebasses |
| Bois                                                                 |
| 2 flûtes, 2 hautbois, 2 clarinettes en si bémol, 2 bassons           |
| Cuivres                                                              |
| 2 cors en mi bémol, 2 trompettes en ut                               |
| Percussions                                                          |
| 2 timbales en ut et sol                                              |

## Histoire
Elle est créée à Leipzig en 1827, avec peu de succès.
Elle est rejouée à Londres, sous la direction du compositeur, le 25 mai 1829, cette fois-ci avec grand succès. Mendelssohn dirige alors l'orchestre dos au public et face aux musiciens, ce qui n'était pas la coutume et stupéfie ainsi le public.
Pourtant, il écrit à ses parents :
« Bref, j’ai parcouru ma symphonie ; et, Dieu sait pourquoi, le menuet m’est apparu d’un ennui terrible ; il était si monotone, si redondant.
Du coup, j’ai repris le Scherzo de mon Octuor à cordes et j’y ai ajouté quelques trompettes aériennes. Cela sonne très bien. »  En réalité, il en a fait une totale et réussie réorchestration.
Ce troisième mouvement ne sera pas intégré à la partition officielle, mais John Eliot Gardiner interpréta le 16 février 2016 le Menuet et le Scherzo avec l’Orchestre symphonique de Londres.

## Structure
Elle comporte les quatre mouvements traditionnels :
1. Allegro di molto : brillant et dynamique, de forme sonate ;
2. Andante : lyrique, de forme lied ;
3. Allegro molto à 6/8 (en guise de menuetto), rappelant, par son caractère syncopé, son homologue de la Symphonie nº 40 de Mozart ;
4. Allegro con fuoco : débutant en ut mineur, mais s'achevant en ut majeur, très dynamique, comportant un remarquable fugato.